# River Till
Der River Till ist ein rechter Nebenfluss des River Tweed in Northumberland im Nordosten Englands.

## Flusslauf
Der River Till ist der einzige „englische“ Nebenfluss des River Tweed. Er entspringt in Comb Fell und trägt in seinem Oberlauf den Namen River Breamish. In den River Till münden z. B. die Flüsse River Glen und Wooler Water. Umweltschutzprojekte der letzten Jahre waren unter anderem dem Schutz der heimischen braunen Forelle gewidmet.
In der Nähe der Stadt Coldstream mündet der River Till in den River Tweed.